# Helgi Tomasson
Helgi Tomasson est un danseur, chorégraphe et directeur de compagnie islandais né à Reykjavik en octobre 1942. Il est directeur artistique du San Francisco Ballet pendant 37 ans.

## Biographie
Tomasson est né en octobre 1942 à Vestmannaeyjar, en Islande, de Tómas Bergur Snorrason et de Dagmar Helgadóttir. Il commence sa formation de ballet à Reykjavik avec un professeur local, puis rejoint l'école affiliée au Théâtre national, dirigée à l'époque par Erik et Lisa Bidsted.
Son parcours de danseur commence à l'âge de 15 ans avec le Pantomime Theatre dans les jardins de Tivoli à Copenhague. À l'âge de 17 ans, il est découvert dans son pays par le chorégraphe Jerome Robbins, qui lui permet de bénéficier d'une bourse pour étudier à la School of American Ballet à New York[source insuffisante]. Helgi Tomasson rejoint ensuite le Joffrey Ballet, en 1961, où il rencontre sa future épouse Marlene, une collègue danseuse. Deux ans plus tard, il rejoint le Harkness Ballet, où il reste six ans et devient l'un des danseurs principaux de cette compagnie..
Il participe en 1969 à la première édition du Concours international de ballet de Moscou et remporte la médaille d'argent (l'or étant décerné à Mikhaïl Barychnikov). En 1970, il rejoint le New York City Ballet en tant que premier danseur. Il y reste pendant 15 ans, sous la direction de  George Balanchine puis de Jerome Robbins .
Nommé directeur artistique du San Francisco Ballet en 1985, il occupe ce poste durant 37 ans, jusqu'en 2022,.